# Mantophryne lateralis
Mantophryne lateralis es una especie de anfibio anuro de la familia Microhylidae. Se distribuye por el norte y el este de la isla de Nueva Guinea, hasta los 1430 m s. n. m. Habita selvas tropicales, pero puede ser encontrada en hábitats antrópicos como jardines. Se reproduce por desarrollo directo.